# Jim Boatwright
James Earl „Jim“ Boatwright (hebräisch ג'יימס ארל "ג'ים" בוטרייט; * 10. Dezember 1951 in Twin Falls; † 11. Februar 2013 in Hailey) war ein US-amerikanisch-israelischer Basketballspieler und -trainer.

## Leben
Boatwright wuchs in Rupert (US-Bundesstaat Idaho) auf und besuchte die dortige Minico High School, an der er leistungsbezogen Basketball, Golf und Leichtathletik betrieb. Für seine Basketballleistungen als Schüler wurde er später in die Sportruhmeshalle von Idaho aufgenommen. Er studierte an der Utah State University Politikwissenschaft und erlangte 1974 einen Hochschulabschluss. Für die Basketballmannschaft der Utah State University erzielte er in 78 Einsätzen einen Mittelwert von 15,9 Punkten je Begegnung.
Als Berufsbasketballspieler stand Boatwright von 1974 bis 1981 in Diensten von Maccabi Tel Aviv. 1976 nahm er den jüdischen Glauben und die israelische Staatsbürgerschaft an. Er gewann mit Maccabi 1977 sowie 1981 den Europapokal der Landesmeister sowie 1977, 1978, 1979, 1980 und 1981 jeweils die israelische Meisterschaft und den israelischen Pokalwettbewerb. Im Endspiel des Europapokals der Landesmeister im April 1977 war Boatwright mit 26 Punkten bester Korbschütze.

### Nationalmannschaft
Mit der israelischen Nationalmannschaft nahm er an der Europameisterschaft 1981 teil.

## Trainer
1988 trat er an einer Schule in Star Valley (US-Bundesstaat Wyoming) eine Stelle als Lehrer und Basketballtrainer an. Von 1989 bis 1991 war er Assistenztrainer an der Utah State University. Anschließend arbeitete er als Lehrer und Basketballtrainer in Arizona und Kalifornien. Danach kehrte er nach Idaho zurück und war zehn Jahre in der Stadt Hailey als Basketballtrainer und Geschichtslehrer an der Wood River High School beschäftigt. Er starb an den Folgen eines Krebsleidens.